# Basic Instrument Rating
Das Basic Instrument Rating (B-IR) ist ein Lehrgang, der interessierten Piloten möglichst schnell und einfach eine Fortbildung zum Instrumentenflug ermöglicht.  Nach Erhalt der Privatpilotenlizenz (PPL) kann mithilfe des B-IR sofort eine Fortbildung in den Instrumentenflug erfolgen. Der im Januar 2022 vom Luftfahrt-Bundesamt (LBA) genehmigte Lehrgang besteht aus 4 verschiedenen Modulen.

## Module

### Modul 1: Basic Instrument Training
Das erste Modul, auch „Basic Instrument Training Modul“ genannt, besteht aus Flugstunden im Flugzeug und Simulator. Flugstunden können mit verschiedenen Bescheinigungen auch außerhalb der Flugschule absolviert werden.

### Modul 2 und 3: Holding, Departures, Approaches
Modul 2 und 3 finden auch im Flugzeug und Simulator statt. Beide Module beschäftigen sich mit verschiedenen Manövern, die in der Luft und auf dem Boden gebraucht werden. Zum Abschluss muss die erste praktische Prüfung abgelegt werden.

### Modul 4: Multi Engine Piston (MEP) – IFR
Im letzten Modul finden die Trainingseinheiten ausschließlich im Flugzeug statt und konzentrieren sich auf Motorausfälle und Einmotorenflüge. Auch in diesem Modul wird eine praktische Prüfung abgehalten.

## Erlaubnis mit dem B-IR-Schein
Der B-IR Flugschein, der durch die passende Ausbildung erworben wurde, berechtigt dazu, ein Jahr lang Privatflugzeuge (High Performance Aircraft (z. B. Turboprop, Jet) ausgenommen) im Instrumentenflug (IFR) zu fliegen. Danach muss eine Befähigungsüberprüfung durchgeführt werden oder nach drei IFR-Anflügen plus einer 1-stündigen Auffrischungsschulung erneut eine Freigabe zum Pilot in Command (PIC) IFR erfolgen.
Der B-IR ist in jedem Mitgliedsland der EASA gültig.
Vom B-IR Flugschein ausgehend, kann ohne großen Aufwand zu einem CB-IR umschult werden. Der CB-IR bewirkt eine Flugerlaubnis bei schlechteren Wetterbedingungen.